# Кенан Зия
Кенан Зия бей (на албански: Kenan Zija, на албански: Kenan Ziya bey, на сръбски: Кенан Зија) е македонски политик в Османската империя и Кралство Югославия.

## Биография
Роден е в Битоля, Османската империя. В 1908 година е кандидат за депутат на парламентарните избори. В 1919 година вече в Кралството на сърби, хървати и словенци (Югославия) основава заедно с Мехмед Неджип Драга политическата партия на мюсюлманите Джемиет. На изборите на 28 ноември 1920 година е избран за депутат в Скупщината.